# مایسل مالون-والاس
مایسل مالون-والاس (انگلیسی: Maicel Malone-Wallace؛ زادهٔ ۱۲ ژوئن ۱۹۶۹) دونده اهل ایالات متحده آمریکا بود.
وی در مسابقات کشوری و بین‌المللی در مجموع برندهٔ ۳ مدال طلا، ۴ مدال نقره شده‌است.